# Saint-Perdon
Saint-Perdon è un comune francese di 1 810 abitanti situato nel dipartimento delle Landes nella regione della Nuova Aquitania.

## Società

### Evoluzione demografica
Abitanti censiti